# Contea di Wuning
La contea di Wuning (武宁县S, Wǔníng XiànP) è una contea della Cina, situata nella provincia di Jiangxi e amministrata dalla prefettura di Jiujiang.